# میرسن
میرسن (به انگلیسی: Myrcene) یک ترکیب شیمیایی با شناسه پاب‌کم ۳۱۲۵۳ است. میرسن یا β-میرسن، هیدروکربن طبیعی آلکن است. دقیق تر به عنوان یک مونوترپ طبقه‌بندی می‌شود. مونوترپن‌ها دیمرهای پیش سازهای ایزوپروئید هستند و میرسن جز component قابل توجهی از روغن اساسی چندین گیاه از جمله خلیج، شاهدانه و رازک است(۳و۴). این ماده عمدتاً به صورت نیمه مصنوعی از میرشیا تولید می‌شود که از آن نام گرفته‌است. این یک واسطه اصلی در تولید چندین عطر است. α-Myrcene نام ایزومر ساختاری ۲-متیل-۶-متیلن-۱٬۷-اکتادین است که در طبیعت یافت نشده‌است و کاربرد کمی دارد. (بر اساس مطالعه ای در سال ۲۰۰۹) [۳]
بسیاری از گیاهان دیگر حاوی میرسن هستند که گاهی به مقدار قابل توجهی است. [۳] برخی از این موارد شامل حشیش ، [۷] رازک، Houttuynia، علف لیمو، انبه، Myrcia , Verbena، درخت خلیج غرب هند و هل است. (۸)
میرسن توسط تجزیه در اثر حرارت (۴۰۰ درجه سانتیگراد) β-pinene تولید می‌شود که از سقز بدست می‌آید. [۳] به‌ندرت از گیاهان به دست می‌آید. [۵].
ترپن‌ها به‌طور طبیعی از کم‌آبی ترپنول جرانیول به‌وجود می‌آیند. گیاهان از طریق ژنتیل پیرو فسفات (GPP) میرسن را بیوسنتز می‌کنند. مسیر میوالونات به پیش سازهای دی متیلآلیل پیرو فسفات (شکل ۱ الف) و ایزوپنتنیل پیرو فسفات می‌دهد (شکل 1b). این دو پیش ماده با هم ترکیب شده و GPP تولید می‌کنند (شکل 1c)، که سپس به لینال پیرو فسفات ایزومر می‌شود (شکل 1d). بازآرایی و آزادسازی پیرو فسفات (OPP)، و تشکیل پیوند دوگانه باعث ایجاد محصول میرسن می‌شود (شکل 1e). [۶]
در واقع:
در اصل می‌توان آن را از هر تعداد گیاه، به عنوان مثال، آویشن وحشی، که برگهای آن حاوی ۴۰ درصد وزن میرسن است، استخراج کرد. بسیاری از گیاهان دیگر حاوی میرسن هستند که گاهی به مقدار قابل توجهی است. [۳] برخی از این موارد شامل حشیش ، [۷] رازک، Houttuynia، علف لیمو، انبه، Myrcia , Verbena، درخت خلیج غرب هند و هل است. [۸]
از بین چندین ترپن استخراج شده از Humulus lupulus (رازک)، بزرگ‌ترین کسر مونوترپن‌ها β-myrcene است. یک مطالعه سوئیسی در مورد ترکیبات شیمیایی رایحه گیاه Cannabis sativa نشان داد که β-myrcene بین ۲۹٫۴٪ تا ۶۵٫۸٪ روغن اساسی مقطر بخار را برای مجموعه فیبرها و سویه‌های دارویی آزمایش شده تشکیل می‌دهد. [۹] علاوه بر این، تصور می‌شود که میرسن ترپن غالب موجود در ارقام مدرن شاهدانه در آمریکای شمالی است [۱۰] جالب توجه است، نشان داده شده‌است که اکسیداسیون عکس از میرسن، مولکول را به یک ترپن جدید معروف به «هاشیشن» تغییر می‌دهد که به دلیل فراوانی آن نامگذاری شده‌است در حشیش. [۱۱]
استفاده در صنایع عطر و طعم
میرسن ماده میانی مهمی است که در صنعت عطرسازی مورد استفاده قرار می‌گیرد. بوی مطبوعی دارد اما به ندرت مستقیماً مورد استفاده قرار می‌گیرد. [۳] همچنین در هوا ناپایدار است و تمایل به پلیمری شدن دارد. نمونه‌ها با افزودن آلکیل فنل یا توکوفرول تثبیت می‌شوند؛ بنابراین از این ماده به عنوان واسطه برای تهیه مواد شیمیایی معطر و طعم دهنده مانند منتول، سیترال، سیترونلول، سیترونللال، ژرانیول، نرول و لینالول بسیار ارزش بیشتری برخوردار است. میرسن از طریق هیدروامیناسیون ۱٬۳-دین توسط دی متیل آمین و به دنبال آن هیدرولیز و حذف آمین توسط کاتالیزور پالادیوم به میرسنول، عطر دیگری که در اسطوخودوس یافت می‌شود، تبدیل می‌شود، تبدیل می‌شود. [۱۲]
میرسن و میرسنول هر دو تحت واکنشهای Diels-Alder با چندین دینوفیل مانند آکرولین قرار می‌گیرند تا مشتقات سیکلوهگزن را که از جمله مواد معطر مفید نیز هستند به‌وجود آورند، مانند لیرال [۲]
از اکتبر ۲۰۱۸، FDA آمریکا مجوز استفاده از میرسن را به عنوان ماده ای طعم دهنده مصنوعی برای استفاده در غذا، بدون توجه به موضع مداوم خود مبنی بر اینکه این ماده در شرایط استفاده مورد نظر خطری برای سلامت عمومی ندارد، پس گرفت. [۱۵]
سلامت و امنیت
در تاریخ ۲۴/۳/۲۰۱۵، بتا میرسن به لیست مواد شیمیایی Prop 65 که در ایالت کالیفرنیا شناخته شده و باعث ایجاد سرطان یا آسیب باروری می‌شود، اضافه شد. [۱۶]